# Le Mans FC
Le Mans Football Club (normalt bare kendt som Le Mans) er en fransk fodboldklub fra Le Mans i Sarthe, der spiller i Championnat National. Klubben blev stiftet i 1902 og spiller sine hjemmekampe på Stade Léon-Bollée. Klubbens måske mest kendte tidligere stjerne er den ivorianske angriber Didier Drogba.

## Historie
Le Mans UC 72 blev stiftet i 1902, men første oprykning til den bedste række Ligue 1 blev ikke sikret før i 2003. Efter en hurtig nedrykning vendte klubben atter tilbage til den stærkeste liga i 2005, og spillede der frem til 2010. Klubben opnåede i 2008 sin bedste placering nogensinde med en 8. plads.
De holder til på MMArena,
Le Mans
(capacity: 25,000)

## Kendte spillere
- Didier Drogba
- Dan Eggen